# Koffietijd (televisieprogramma)
Koffietijd! was een Nederlands livetelevisieprogramma dat van 1994 tot 2001 werd uitgezonden op RTL 4. Het dagelijkse televisiemagazine, uitgezonden tussen 10.00 en 11.00 uur 's ochtends, werd gepresenteerd door het duo Mireille Bekooij en Hans van Willigenburg. Onder het motto hoe drinkt de koffiegast zijn of haar koffie? was bekend en onbekend Nederland te gast in het veelbekeken praatprogramma.
In het seizoen 2000/2001 worden, als gevolg van een verjongingsdrift, zowel de bekende klassieke Koffietijd!-tune als Bekooij en Van Willigenburg in de rol van presentator vervangen door Sybrand Niessen en Judith de Klijn. In navolging op de verjongingsdrift vallen de kijkcijfers erg tegen en wordt er besloten te stoppen met het programma. In 2006, 2007 en 2008 zijn er wel nog eenmalige speciale afleveringen (specials) te zien om de kijkers aan te moedigen geld in te zamelen voor het goede doel.
Vanaf 5 april 2010 kwam Koffietijd (voortaan zonder uitroepteken) als vanouds weer doordeweeks terug op RTL 4. Ditmaal met in de presentatie Loretta Schrijver, Quinty Trustfull en Pernille La Lau. Vanaf 25 februari 2012 was het programma ook te zien op de zaterdag. De zaterdaguitzending heeft inmiddels meerdere formats (concepten) achter zich liggen: een reguliere live-uitzending met uitgaan (dagjes uit) als onderwerp, een weekcompilatie (herhalingen) en presentatrice Loretta die gasten interviewt in de open lucht op telkens een andere locatie of een bepaalde uitgaanstip op locatie laat zien. Deze reeks van Koffietijd eindigde 26 mei 2023.

## OpzetKoffietijd!1994-2001
Presentatoren Hans van Willigenburg en Mireille Bekooij ontvangen bekende en onbekende Nederlanders in de studio voor een informerend en gezellig gesprek. Naast het ontvangen van 'koffiegasten' krijgen kijkers een 'make-over' van hun uiterlijk in het onderdeel De Metamorfose, kan de koffiekijker interactief via de telefoon of in de studio meedoen aan geheugentest Het Boodschappenspel (tegenwoordig onderdeel van MAX Geheugentrainer) en wordt er gekookt tijdens Wat Eten We Vandaag?. Ook is er regelmatig een muzikaal of gewoonweg artistiek optreden te zien van landelijk bekende acts.
Stylisten Mari van de Ven, Geke en Dyanne Beekman verzorgen De Metamorfose en koks wisselen elkaar af tijdens Wat Eten We Vandaag?. Regelmatig staan uitzendingen ook in het teken van het goede doel, waaronder Foster Parents Plan, een organisatie die zich inzet voor weeskinderen in ontwikkelingslanden. Hierbij moedigen de presentatoren de kijkers aan om donateur te worden en in die rol geld te schenken.

## Laatste reguliere uitzending (2001)
In 2000 werden Van Willigenburg en Bekooij vervangen door Judith de Klijn en Sybrand Niessen; RTL beweerde onder hoofdsponsor Unilever dat beide presentatoren te oud werden en een te oud publiek aantrokken. Het tegendeel bleek waar. Het nieuwe duo trok voornamelijk vijftigplussers aan, in tegenstelling tot Van Willigenburg en Bekooij, die dertig- tot vijftigplussers aantrokken. Het totaal aantal kijkers zakte van het oorspronkelijk regelmatige 300.000 kijkers, met uitschieters naar één miljoen kijkers, bleven er tijdens het seizoen uitgezonden tussen najaar 2000 en voorjaar 2001 150.000 over. RTL besloot vervolgens de stekker uit het programma te trekken. Koffietijd! was zeven jaar lang te zien op RTL 4.
In het nieuwe seizoen werd Koffietijd! vervangen door het nieuwe ochtendmagazine Lijn 4, gepresenteerd in duo's door John Williams & Doesjka Dubbelt en Gaby van Nimwegen & Jaco Kirchjunger. Dit programma werd in tegenstelling tot Koffietijd! gevuld met de veelal bekritiseerde belspellen.

## Reünie voor het goede doel -Koffietijd! Welkom Thuis
Sinds 2006 werd er jaarlijks in opdracht van ontwikkelingsorganisatie Cordaid Mensen in Nood een speciale drie uur lange rechtstreeks uitgezonden aflevering geproduceerd onder de noemer Koffietijd! Welkom Thuis. Naast de herkenbare onderdelen uit Koffietijd!, zoals het boodschappenspel, de Koffietijd!-taart, kijkersvragen en koffiegasten, stond de uitzending voornamelijk in het teken van het werk van Cordaid en werd gepresenteerd door "Mrs. Koffietijd" Mireille Bekooij die op haar beurt vergezeld werd door de inmiddels klassieke titelmuziek: Koffie, koffie, tijd... Dit programma telde 3 jaarlijkse uitzendingen, in 2006, 2007 en 2008.
Het doel van de uitzending was zo veel mogelijk donateurs verwerven, en zo geld in te zamelen voor de rampgebieden die Cordaid steunt. Noodhulp na een natuurramp (bijvoorbeeld water, voedsel, tenten en medicijnen), wederopbouw na een ramp of oorlog (bijvoorbeeld bouwen van huizen, opzetten van landbouw) en preventie van rampen (bijvoorbeeld bouwen van dijken en aardbevingsbestendige huizen).

### 2006
Op zondag 3 september 2006, van 11.00 tot 14.00 uur, vormden Van Willigenburg en Bekooij nogmaals een duo voor de (volgens RTL) eenmalige terugkeer van Koffietijd!, onder de naam Koffietijd! Welkom Thuis. In deze drie uur durende live-uitzending waren gasten als André van Duin, Erik de Vogel, Caroline de Bruijn, Robert ten Brink, Helga van Leur en Daphne Deckers te zien. De speciale aflevering was gewijd aan Mensen in Nood, een organisatie die zich inzet voor onder meer vluchtelingen in Pakistan en Soedan.
De uitzending had zo'n 616.000 kijkers en een marktaandeel van 26.7 procent. Ook leverde de aflevering 5.000 nieuwe donateurs op voor Mensen in Nood. De eerste 'special' uitgezonden in het jaar 2006 werd geproduceerd door Content Division.

### 2007
Na het succes van de eerste special, besloot RTL om op zondag 9 december 2007 Koffietijd! nogmaals 'eenmalig' terug op de buis te brengen, ditmaal om de gebieden Malawi en Peru onder de aandacht te brengen. Omdat Van Willigenburg aangaf "echt klaar" te zijn met Koffietijd!, werd hij hierbij vervangen door Robert ten Brink. Wel was Bekooij weer van de partij. Tafelgasten waren onder anderen Bastiaan Ragas, Mart Visser en Michael Boogerd.
De uitzending had 342.000 kijkers, goed voor een marktaandeel van 18.2 en een kijkdichtheid van 2.3. Er werden 3.000 mensen donateur voor Mensen in Nood. Ook deze uitzending was te zien tussen 11.00 en 14.00 uur. De special uit 2007 werd geproduceerd door Endemol.

### 2008
Ook in 2008 keerde Koffietijd! terug in de vorm van een special en wel op zondag 21 september tussen 10.00 en 13.00 uur. Tijdens de derde editie van Welkom Thuis lag de presentatie opnieuw in handen van Mireille Bekooij en Robert ten Brink en stond het oorlogsgebied Noord Oeganda centraal. Koffiegasten waren onder anderen Frans Bauer, Marianne Weber, Hans Klok, Henny Huisman en Caroline Tensen.
De uitzending resulteerde in 6.000 gezinnen in Noord-Oeganda die geholpen konden worden met wederopbouw. Mede door een teruggetrokken hoeveelheid kijkers van RTL 4 in het algemeen in deze periode, werd de uitzending bekeken door 164.000 kijkers, goed voor een marktaandeel van 10.7 en een kijkdichtheid van 1.1.  De special uit 2008 werd geproduceerd door Endemol.

## Terugkeer (2010-2023)
Het programma Koffietijd (voortaan zonder uitroepteken) keerde op 5 april 2010 terug bij RTL 4. Het dagelijkse liveprogramma werd van 2010 tot eind 2018 gepresenteerd vanuit de villa waar ook De Gouden Kooi werd opgenomen. Vanaf eind 2018 wordt het programma, samen met 5 Uur Live, uitgezonden vanuit het kantoorgebouw van de Postcode Loterij op de Zuidas in Amsterdam.

### Presentatie
Bij de aanvang van de nieuwe versie Koffietijd waren Quinty Trustfull en ex-RTL Nieuws-nieuwslezer Loretta Schrijver de presentatoren. Bas Westerweel presenteerde eind 2010 een aantal maanden samen met Loretta Schrijver de woensdaguitzending. Quinty Trustfull had op deze woensdagen opnames voor Eigen Huis & Tuin. Eind 2010 werd Pernille La Lau toegevoegd aan het presentatieteam. Zij is de vaste invalster van zowel Loretta als Quinty. Door haar komst zou Bas Westerweel het programma niet meer presenteren.
Vanaf seizoen 2011/2012 (start 29 augustus 2011) ging Trustfull zich wat meer bezighouden met Eigen Huis & Tuin en Schrijver gaf aan wat minder vaak te willen presenteren. Daardoor was La Lau niet langer invaller, maar een van de drie vaste presentatrices en waren Loretta, Quinty en Pernille voortaan in wisselende duo's te zien. Vivian Slingerland volgde La Lau op als invaller.
Op 31 augustus 2020 voegden Patrick Martens en Vivian Slingerland zich bij het vaste presentatieteam. Er kwam een vast schema: 

Maandag: Quinty & Loretta 

Dinsdag: Quinty & Pernille 

Woensdag: Quinty & Vivian 

Donderdag: Pernille & Loretta 

Vrijdag: Pernille & Patrick
Laatste presentatoren:
- Quinty Trustfull (2010-2023)
- Loretta Schrijver (2010-2023)
- Pernille La Lau (2010-2023)
- Vivian Slingerland (2011-2023)
- Patrick Martens (2019-2023)

Voorheen/Invallers/Gastpresentatoren: 

- Bas Westerweel (2010)
- Peter van der Vorst (2010, 2011)
- André van Duin (als Meneer Wijdbeens) (2010)
- Koert-Jan de Bruijn (2010-2012)/ Tevens item-presentator
- Sander Janson (2010, 2012)
- Henny Huisman (2011)
- Gordon (2011)
- Ron Brandsteder (2011)
- Patty Brard (2013)
- Sylvana Simons (2013)

- Lucille Werner (2014, 2017-2018)
- Anita Witzier (2019)
- Cilly Dartell (2019)
- Helga van Leur (2019)
- Angela Groothuizen (2019)
- Irene Moors (2019)
- Antje Monteiro (2019)
- Moïse Trustfull (2019)
- Andrea van Pol (2020)
- Tooske Ragas (2020)

### Vaste medewerkers

#### Koks
In elke live-uitzending wordt er in de studio gekookt. Vanaf de start tot en met medio 2017 is Caspar Bürgi de vast kok. 
In de eerste twee jaren (2010-2011) zijn er ook enkele gastkoks/invallers waaronder: Cas Spijkers, Mathijs Vrieze, Bart van Olphen, Yvette van Boven, Petra Achtien en Cees Holtkamp. Ook zijn Nadia Zerouali (2016), Sofie Dumont (2016), Janny van der Heijden (2016) te zien als gastkok.
Bürgi is in 2017 geëmigreerd naar Sainte-Maxime in Zuid-Frankrijk. Sindsdien is hij niet meer de vaste kok, maar wordt er dagelijks gekookt door een poule van koks. Bürgi is nog wel af en toe te zien. Verder wordt er gekookt door ander anderen: Danny Jansen, Roberta Pagnier, Hugo Kennis, Pieter Kok, Jigal Krant, Klaas van Winsen, London Loy, Hidde de Brabander, Esther Erwteman, Vincent Vultoo en Rob Baan. 
Sinds 2020 is London Loy te zien als vaste kok van het programma en is af en toe Hidde de Brabander nog te zien als kok. 

#### Overig
- In de eerste jaargangen schoof Jan de Hoop iedere vrijdagochtend aan om het opmerkelijkste nieuws van de week te bespreken.
- Lodewijk Hoekstra (2010-2012), Jan-Willem de Jong (2013), Glenn Smolders (2014) en Huib de tuinman (2015) zijn in Koffietijd te zien als tuinman van het programma.
- Koert-Jan de Bruijn presenteert gedurende enkele jaren regelmatig items vanaf locatie.
- Gaston Starreveld reikt geregeld op locatie prijzen uit namens sponsor de Postcode Loterij.
- Patrick Martens is sinds 2018 aan Koffietijd verbonden als entertainmentdeskundige. Geregeld maakt hij reportages en schuift hij aan in de studio.
- Haarstylist Mika van Leeuwen heeft sinds 2017 een vast item in Koffietijd: Mooier met Mika!
- Royalty-deskundige Rick Evers schuift geregeld aan en maakt reportages over de koninklijke families.
- Modedeskundige Kim Querfurth af en toe.

### Zaterdageditie
Vanaf zaterdag 25 februari 2012 tot medio 2015 is Koffietijd ook te zien op zaterdagochtend. De zaterdaguitzending heeft inmiddels meerdere formats (concepten) achter zich liggen: een reguliere live-uitzending met uitgaan (dagjes uit) als onderwerp, een weekcompilatie (herhalingen) en presentatrice Loretta die gasten interviewt in de open lucht op telkens een andere locatie of een bepaalde uitgaanstip op locatie laat zien.

### Kijkcijfers eerste week nieuweKoffietijd
Koffietijd ging maandag 5 april 2010 van start met 414.000 kijkers, maar toen waren veel mensen vrij in verband met Pasen.
Met de vier afleveringen die daarop volgden trokken presentatrices Loretta Schrijver en Quinty Trustfull gemiddeld 198.000 kijkers.
| Kijkcijfers Koffietijd | Kijkcijfers Koffietijd | Kijkcijfers Koffietijd | Kijkcijfers Koffietijd |
| Hoofdgast              | Uitzenddatum           | Aantal kijkers         | Marktaandeel           |
| ---------------------- | ---------------------- | ---------------------- | ---------------------- |
| Caroline Tensen        | vrijdag 9 april 2010   | 173.000 totaal         | 32.4 procent           |
| Albert Verlinde        | donderdag 8 april 2010 | 213.000 totaal         | 35.5 procent           |
| Jan Smit               | woensdag 7 april 2010  | 191.000 totaal         | 33.6 procent           |
| Natasja Froger         | dinsdag 6 april 2010   | 217.000 totaal         | 33.0 procent           |
| Caroline Tensen        | maandag 5 april 2010   | 414.000 totaal         | 26.9 procent           |

(bron: Stichting KijkOnderzoek)

## Herkenningsmelodie
De begintune is een compositie van Hans van Eijck, en de tekst is van de hand van Bert van der Veer. Het liedje werd ingezongen door Marlayne Sahupala, Mandy Huydts, en Ronald Schilperoort.
Anno 2010 is er een totaal nieuwe compositie te horen van Marcel Schimscheimer, ditmaal ingezongen door Mandy Huydts

## 20 jaarKoffietijd
5 april 2014 bestaat Koffietijd twintig jaar. In de weken hiervoor is het onderdeel De Metamorfose opnieuw geïntroduceerd met opnieuw Mari van de Ven als stylist. Ook was mede-styliste Dyanne Beekman eenmalig terug bij de aftrap en ook was Carola de Kanter eenmalig te zien als kok in plaats van Caspar Bürgi. Tevens was tune-zangeres Mandy Huydts samen met haar groep Frizzle Sizzle te gast in de jubileumweek samen met vaste koffiegast Karin Bloemen. Op zaterdag 1 november 2014 waren Hans van Willigenburg en Mireille Bekooij weer even terug met Koffietijd! op RTL 4.

## Parodie
Het programma werd geparodieerd door de VPRO met Borreltijd, gepresenteerd door Tosca Niterink en Arjan Ederveen.
Op 27 april 2008 werd het televisiemagazine Life & Cooking in verband met een live uitgezonden voetbalwedstrijd eenmalig niet op zondagmiddag, maar op de zondagochtend uitgezonden. Reden genoeg voor de makers om een speciale Koffietijd!-editie van dit praatprogramma in te gelasten. De uitzending begint om 11.00 uur met de gewone leader van Life & Cooking, maar zodra de tune afgelopen is zien we presentator Carlo koffie inschenken met een klassieke koffiekan en horen we vanuit het niets de klassieke Koffietijd!-jingle uit de jaren negentig: Koffie, koffie, tijd.... Na de kijker op de hoogte te hebben gebracht van de situatie (vervroegde uitzending), vragen presentatoren Carlo en Irene de kijkende kijker om even naar buiten te gaan en alle buren in de straat even op de hoogte te brengen van het feit dat Life & Cooking nu live te zien is en niet vanmiddag, omdat de mededeling hiervan niet bepaald aan de grote klok gehangen is. Er wordt een pauze ingelast van een paar minuten waarin we Carlo en Irene gezellig een kop koffie zien drinken. Zodra aangenomen kan worden dat alle buren op de hoogte zijn gebracht van de situatie wordt de uitzending voortgezet. Hierin onder anderen Marlayne Sahupala, die veertien jaar geleden de originele Koffietijd!-tune inzong. Uiteraard is Sahupala koffiegast, maar ook komt ze live de originele Koffietijd!-tune ten gehore brengen. Daarnaast staat de Koffietijd!-taart weer op tafel, zijn er meerdere koffiegasten, wordt besproken hoe en waarom Koffietijd! met Hans en Mireille ooit van de buis gehaald is en naast het van stal halen van het klassieke boodschappenspel wordt er ook een ouderwets gezellige Doordraaishow gespeeld. De uitzending wordt afgesloten met de originele eindmuziek die ook gebruikt werd tijdens de aftiteling van de vroegere Koffietijd! met Hans en Mireille, en tevens wordt de gehele uitzending nog eens herhaald om 15.00 uur 's middags voor de kijker die niet op de hoogte was van de vervroegde uitzending. Life & Cooking zou die dag eigenlijk op het vaste tijdstip van 17.00 uur te zien zijn.

## Trivia
- Koffietijd! was de allereerste live uitgezonden ochtendtalkshow op de Nederlandse televisie.
- Al in 1999 werd de originele Koffietijd!-tune vervangen door een instrumentale variatie. In 2006 was deze echter gewoon weer present voor de 'ouderwets gezellige' special als vanouds gepresenteerd door Hans en Mireille.
- Hans en Mireille waren niet altijd beschikbaar voor de presentatie. Zo waren onder andere Ruud ter Weijden, Ron Brandsteder, Tineke de Nooij, Daphne Deckers, Babette van Veen, Ursul de Geer, Marc Jacobs, Irene Moors, Hans van der Togt, Maya Eksteen, Julien Croiset, Vivian Boelen, Chiel van Praag, Sylvia Millecam, Jimmy Geduld, John Bernard en André van Duin al eens te zien samen met óf Mireille óf Hans.
- In 2010 werd een nieuwe versie van Koffietijd aangekondigd waarbij de klassieke Koffietijd!-tune vervangen zou worden door een totaal nieuw lied. Bijna onmiddellijk werd een protestactie opgestart. Minstens 3000 mensen zetten hun handtekening om de actie te steunen.[5] Deze blijkt echter tevergeefs; Op 5 april 2010 klinkt er geen "Koffie, koffie, tijd..." meer, maar "Het is Ko-o-offietijd...". Wel is een van de originele Koffietijd!-singers opgetrommeld voor het inzingen van de nieuwe tune: Mandy Huydts.
- Eén keer is een live-uitzending halverwege onderbroken, namelijk donderdag 7 oktober 2010 in verband met het overlijden van Antonie Kamerling.